# 1943年中国
| 中国历史 / 中国历史年表                                                                                                   |
| 世紀： 19世纪中国 / 20世纪中国 / 21世纪中国                                                                               |
| 年代： 1910年代中国 / 1920年代中国 / 1930年代中国 / 1940年代中国 / 1950年代中国大陆 / 1960年代中国大陆 / 1970年代中国大陆 |
| 年份： 1939年中国 / 1940年中国 / 1941年中国 / 1942年中国 / 1943年中国 / 1944年中国 / 1945年中国 / 1946年中国 / 1947年中国 |
| 纪年： 癸未年（羊年）、中华民国32年                                                                                       |

## 大事記

### 1月
- 1月1日——川康公路正式通車[1]:7026。
- 1月2日——軍事委員會任命方靖為暫編九軍軍長[1]:7026。
- 1月6日——軍事委員會任命李楚瀛為第十五集團軍副總司令，侯鏡如為第九十二軍軍長，楊勃為第九十四軍副軍長，李棠為第三十七軍副軍長[1]:7029。
- 1月10日——軍事委員會任命黃為第六軍軍長[1]:7032。
- 1月14日——軍事委員會任命劉和鼎為第二十一集團軍副總司令，張義純為第二十三集團軍副總司令；史迪威出任中緬印戰區司令官，着手重開陸上供應線[1]:7035。
- 1月25日——軍事委員會任命朱鼎卿為第七十五軍副軍長[1]:7042。
- 1月28日——軍事委員會任命杜聿明為第五集團軍總司令，黃杰為副總司令，邱清泉為第五軍軍長、余愷為副軍長[1]:7044。
- 1月29日——軍事委員會任命鄭洞國為國民革命軍新編第一軍軍長，劉嘉樹為第八十八軍軍長，何紹周為第八軍副軍長[1]:7045。

### 2月
- 2月1日——蔣介石任命陳誠為中國遠征軍司令長官，準備前赴昆明組訓新軍，史迪威在昆明成立組訓新軍辦事處負責訓練及裝備；軍事委員會將鐵道運輸司令部改為鐵道運輸處，隸屬後方勤務部，並以隴海鐵路局長陸福廷兼任處長[1]:7046-7047。
- 2月3日——「華北政務委員會」決定自2月9日起一律懸掛青天白日滿地紅國旗，禁止用五色旗[1]:7048。
- 2月4日——國民政府批准《中美新約》及換文，2月11日美國參議院通過《中美新約》及換文；延安各界2萬餘人集會慶祝「廢約」大會，毛澤東、朱德、賀龍、葉劍英、徐特立等組成主席團[1]:7048-7049。
- 2月5日——國民政府定是日為農民節[1]:7049。
- 2月10日——軍事委員會任命鄧鄂為第六十四軍副軍長[1]:7052。
- 2月12日——軍事委員會任命張瓊為第十五軍副軍長[1]:7054。
- 2月13日——軍事委員會任命李明灝為第九十七軍軍長[1]:7056。
- 2月17日——宋美齡抵達華盛頓訪問，次日在美國國會發表演說[1]:7058。
- 2月18日——軍事委員會任命張雪中兼第三集團軍總司令，陳大慶為第三十一集團軍副總司令，馬勵武為第二十有軍軍長，趙公武五十二軍軍長，張華棠為第三十軍副軍長，傅翼為第七十二軍軍長，倪祖耀為第八十五軍副軍長[1]:7059-7060。
- 2月19日——國民政府任蔣介石為國立中央大學校長，原校長顧孟餘辭職照准[1]:7060。
- 2月21日——軍事委會任命裴昌會為第四集團軍副總司令，米文和為第十四集團軍副總司令[1]:7061。
- 2月23日——軍事委員會任命黃琪翔為中國遠征軍副司令長官，孫連仲為第六戰區代司令長官，劉汝明代第二集團軍總司令、孔令恂為副總司令，區壽年為第三十六集團軍副總司令[1]:7062。
- 2月24日——國民政府明令給予錢泰景星勳章；軍事委員會任命羅廣中為第十八軍副軍長，王卓凡為第五十七軍副軍長[1]:7063。
- 2月28日——軍事委員會任命李仙洲為第二十八集團軍副總司令[1]:7065。

### 3月
- 3月1日——國防最高委員會常務會議決議設新疆省監察區監察使署，羅家倫、王籍田分任正、副監察使，次日國民政府明令公布；宋美齡抵紐約訪問，次日在紐約麥迪遜廣場發表演說，參加者1.7萬餘人[1]:7067。
- 3月5日——宋美齡在紐約招待記者，促請美國派遣遠征軍赴華[1]:7070。
- 3月6日——國民政府令外交部長宋子文出國期間派政務次長吳國楨代理部務[1]:7070。
- 3月8日——軍事委員會任命王公亮為第十三軍副軍長[1]:7071。
- 3月10日——蔣介石《中國之命運》一書出版發行，宣揚「一個政府、一個黨、一個領袖」，中共及其領導軍隊和抗日根據地是「軍閥和新式割據」[1]:7072。
- 3月11日——軍事委員會任命馬繼援為第八十二軍代軍長，楊震南為第五十一軍副軍長；美駐華空軍改編為第十四航空隊，在駐中緬印美國陸軍總司令之下，由陳納德指揮，陳納德晉升為少將[1]:7073-7074。
- 3月14日——軍事委員會撤銷第三集團軍建制（9月28日宣布重建），任命曹福林為第二集團軍副總司令，張雪中為第四集團軍副總司令，張際鵬為第十四軍軍長，汪之斌為第七十三軍軍長，李用章為第一軍副軍長[1]:7075。
- 3月15日——蔣介石赴貴州視察[1]:7076。
- 3月16日——軍事委員會任命張德能為第四軍軍長[1]:7077。
- 3月17日——軍事委員會任命彭位仁為第三十集團軍副總司令，陶柳為第二十八軍軍長，劉尚志為第三十九軍軍長，王甲本為第七十九軍軍長[1]:7077。
- 3月19日——軍事委員會任命羅卓英為第三戰區副司令長官[1]:7079。
- 3月22日——軍事委員會任命彭善為第十一集團軍副總司令[1]:7081。
- 3月23日——蔣介石核定雲南練兵具體計劃，命令有關部隊向雲南集中，共11個軍31個師，隨後蔣介石與史迪在指揮權限及提供人力、武器上發生分歧[1]:7081。
- 3月29日——三青第一次全國代表大會在重慶開幕，到會代表400人，蔣介石主持開幕式，會期4月12日閉幕[1]:7086。

### 4月
- 4月1日——西北公路酒泉至敦煌線通車[1]:7090。
- 4月8日——軍事委員會任命覃異之為第五十二軍副軍長[1]:7095。
- 4月12日——三青團第全國代表大會閉幕，大會通過決定3月29日黃花崗烈士紀念日為中國青年節，全後全體代表入中央訓諫團受訓[1]:7078。
- 4月15日——軍事委員會任命劉多荃為第二十五集團軍副總令，梁愷為第五軍副軍長，柴濟川為第九十二軍副軍長[1]:7101。
- 4月17日——軍事委員會任命石覺為第十三軍軍長，黃祖壎為七十六軍副軍長[1]:7102。
- 4月23日——軍事委員會任命劉汝珍為第七十八軍軍長[1]:7107。
- 4月24日——新編第五軍軍長孫殿英在河南林縣臨淇地區作戰中被俘[1]:7107。
- 4月25日——軍事委員會任命張耀明兼第五十四軍軍長，韓文英為第二十五軍副軍長，唐子長為第十九軍副軍長，唐冠英為第一〇〇軍代副軍長[1]:7108。
- 4月26日——日軍包圍太行山國軍第二十四集團軍總部，總司令兼第四十軍軍長龐炳勳被俘，脅往新鄉[1]:7108。
- 4月28日——國民政府頒給張群、龐炳勳一等雲麾勳章，孫魁元（孫殿英）三等雲麾勳章[1]:7110。

### 5月
- 5月5日——國民政府令給予張定璠二等雲麾勳章，魏益三、鄭冰如、孫立人各三等雲麾勳，孫蔚民七等雲麾勳章；陳誠擬定中國遠征軍作戰計劃，預計月底完成整後，以恢復中、印、緬水陸交通，及協助英、印盟軍收復緬甸為目的，攻擊緬甸日軍；凌晨日軍向洞庭湖北岸進攻，鄂西會戰（日軍稱為「江南殲滅戰」或「宜南作戰」）開始[1]:7116-7117。
- 5月7日——美國總統羅斯福、陸軍部長史汀生贈蔣介石以最高統帥勳章、證書和獎狀[1]:7119。
- 5月9日——本日至5月12日，日軍在華中方面軍司令官畑俊六的率領下，在湖南益陽南縣廠窖鎮屠殺平民3萬餘，強姦婦女兩千多人，烧毁房屋、船只无数，史稱廠窖慘案[2][3]。
- 5月17日——軍事委員會任命石覺為第十三軍軍長[1]:7126。
- 5月26日——國軍常德守軍奉命開赴鄂西宜都、長陽前線，余程萬部第五十七師接替常德城防[1]:7133。
- 5月30日——鄂西國軍第六戰區所部全面轉入攻勢，至5月31日日軍傷亡過重，開始後撤，日軍第13師團主力被圍困於宜都附近[1]:7135。
- 5月31日——鄂西日軍全線撤退，鄂西湘北戰役大勝[1]:7135。

### 6月
- 6月1日——毛澤東覆電彭德懷，對中國國民黨之靦狀和中國共產黨今後之工作方針作出指示，指出：中國國民黨對敵、對外、對共、對民、對黨五方面均無妥善辦法，危機日增；他們對東條英機扶蔣倒汪新政策毫無對策，對日投降者增多，戰鬥力大損；山前英、美仍是集中力量對德，對蔣援助甚少；對我黨疑忌甚大，不願解決兩黨關係問題；甘肅、貴州、四川、陝西民變，除鎮壓外無他辦法；內部糾紛不絕，有增長趨勢，凡此均使抗戰局勢處困難地位；抗戰還須準備三年，彼時中國情況如何，深堪注意；我黨應在此三年中力求鞏固，屹立不敗；對敵應用一切方法堅持必不可之根據地；應極力避免大軍事衝突，使彼方一切力量均用在對敵上[1]:7138。
- 6月4日——美國總統羅斯福建議舉行中、美、英、蘇四國首腦會議，6月6日蔣介石婉拒羅斯福邀約，6月30日羅斯福再邀蔣於今年秋會談[1]:7141。
- 6月8日——鄂西日軍大潰退，恢復5月5日前原態勢，鄂西會戰至此結束，據日軍公布戰果：國軍死30,766人、被俘4,279人，日軍死711人，傷2,746人[1]:7144。
- 6月13日——軍事委員會任命賴汝雄為第二十九軍副軍長[1]:7146。
- 6月15日——國民政府明令免去河北省政府主席龐炳勳本兼各職，任命馬法五代理河北省政府主席；宋美齡抵加拿大訪問，6月17日返回紐約[1]:7147。
- 6月20日——常德國軍第五十七師命令開所有城門，在外常的常德民眾開始返回[1]:7150。
- 6月22日——汪精衛政權「國民政府」任命龐炳勳為第二十四集團軍總司令，孫殿英為副總司令[1]:7151。
- 6月24日——宋美齡由紐約抵華盛頓，三度訪問白宮，向美國總統羅斯福辭行，並就戰後遠東和平與善後處理諸問題與羅斯福詳加商討[1]:7152。
- 6月29日——宋自1942年11月18日離開重慶赴美國就醫，2月康復，訪問美、加4個多月，是日宋美齡離開美國，經巴西、南非、印度，於7月4日抵達重慶[1]:7152。
- 6月30日——軍事委員會任命蔣鼎文兼第二十四集團軍總司令，王文彥為第三十七集團軍副總司令，李正先為第十六軍軍長，袁樸為第八十軍軍長，周志冕為第九十一軍軍長，張占魁為第三十六軍副軍長[1]:7155。

### 7月
- 7月3日——國民政府派圖布升吉爾格勒代理伊克昭盟盟長和保安長官，並指定其為綏遠省境內蒙古各盟地方自治政務委員會委員長[1]:7158。
- 7月4日——美國總統羅斯福電約會晤蔣介石，7月8日蔣介石告以會時間以9月以後為最適宜[1]:7159。
- 7月8日——軍事委員會任命劉進為太行山游擊區總司令[1]:7163。
- 7月13日——軍事委員會任命胡璉為第十八軍副軍長，朱鼎卿為第八十六軍軍長[1]:7167。
- 7月19日——軍事委員會任命徐啟明為第七軍軍長，張光瑋為第八十軍軍長[1]:7170。
- 7月20日——軍事委員會任命施北衡為第二十集團軍副總司令，宋肯堂為第二十六集團軍副總司令[1]:7171。
- 7月22日——軍事委員會任命王雷震為暫編第三軍副軍長[1]:7173。
- 7月28日——軍事委員會任命陶景奎為暫編第九軍副軍長[1]:7176。

### 8月
- 8月1日——下午7時4分，國民政府主席林森在重慶山洞雙河街官邸逝世，中國國民中央常務委員會立即舉行臨時會議，決定蔣介石即日起代理國民政府主席；軍事委員會任命劉汝明為第二集團軍總司令，馬滕蛟為第八十一軍副軍長[1]:7180。
- 8月3日——軍事委員會任命羅廣文為第十八軍軍長，梁愷為第五十二軍副軍長，方天為第五十四軍軍長[1]:7182。
- 8月4日——軍事委員會任命王耀武為第五集團軍副總司令，蔡洪範為新編第七軍副軍長[1]:7182。
- 8月14日——軍事委員會任命陳金城為第三十六軍副軍長，李忠毅為第四十二軍副軍長[1]:7188。
- 8月15日——國民政府任命黃季陸為國立四川大學校長，任李運華為國立廣西大學校長[1]:7188。
- 8月17日——軍事委員會任命劉振三為第五十九軍代軍長[1]:7189。
- 8月21日——宋子文就《改組中國戰區方案則》一件，與美國總統羅斯福初步交換意見，羅斯福表示已有召回史迪威之擬議；國民政府令免張含英黃河水利委員會委員長職，特派趙守鈺為黃河水利委員會委員長[1]:7191。
- 8月24日——軍事委員會令免陳瑞河第九軍軍長，10月23日任命第三十七集團軍副總司令韓錫侯兼任[1]:7192。
- 8月29日——軍事委員會任命甘登俊為第七十九軍副軍長[1]:7195。

### 9月
- 9月4日——新疆省政府主席盛世才飛抵重慶述職，9月30日飛返迪化[1]:7199。
- 9月6日——史迪威向蔣介石提出整編中國全國軍隊之計劃和擴大遠征軍之指揮權限，史、蔣矛盾加深[1]:7200。
- 9月7日——軍事委員會任命潘左為第二十一軍副軍長，田鍾毅為第五十軍軍長[1]:7201。
- 9月15日——軍事委員會任命何文鼎為第六十七軍軍長[1]:7206。
- 9月16日——軍事委員會任命笙鳴濤為第三十二集團軍副總司令，耿幼麟為第三十軍副軍，余程萬為七十四軍副軍長，何基灃為第七十七軍軍長，蕭冀勉為第八十八軍副軍長[1]:7207。
- 9月17日——軍事委員會任命佟毅為第二十三集團軍副總司令[1]:7208。
- 9月22日——軍事委員會任命方天為第十一集團軍副總司令，黃杰為第二十集團軍副總司令，馬敦靜代理第十一軍軍長[1]:7211。
- 9月23日——軍事委員會任命曾戛初為第二十八軍副軍長[1]:7211。
- 9月24日——軍事委員會任命湯恩伯為第十九集團軍總司令，陳大慶為副總司令，孫元良為第二十八集團副總司令，王仲廉為第三十一集團軍總司令[1]:7212。
- 9月27日——日本大本營准予進行常德作戰[1]:7215。
- 9月28日——軍事委員會決定重建第三集團軍，任命李鐵軍為總司令，郭希鵬、于達為副總司令，馬步芳為第十集團軍總司令、馬步青為副總司令，周士冕為第二十七軍軍長，廖昂為第六十七軍軍長，賀光謙為騎兵第三軍軍長[1]:7215。

### 10月
- 毛澤東、任弼時、彭德懷赴南泥灣，視察八路軍第三五九旅開展大生產運動之情況[1]:7239。
- 10月1日——中美空軍混合團在印度正式成立，中國空軍有第一、第三、第五大隊參加[1]:7219。
- 10月2日——軍事委員會任命姚黎天代理騎兵第三軍副軍長[1]:7219。
- 10月4日——軍事委員會任命方靖為第六十六軍（由暫九軍改編）軍長，陳式正、未瑞珂為副軍長[1]:7220。
- 10月5日——軍事委員會任命張文清為第十集團軍副總司令，徐梁為第十五集團軍副總司令，李楚瀛為第三十一集團軍副總司令，石祖黃為第十八軍副軍長，黃百韜為第二十五軍軍長，孫黼為第四十四軍副軍長，曹顏式為第四十八軍副軍長，吳紹周為第八十五軍軍長，陳武為第九十七軍副軍長，廖運澤為騎兵第二軍軍長[1]:7222。
- 10月6日——根據中共中央指示，中共太行分局與中共北方局、八路軍第一二九師與八路軍總部分別合併，撤銷太行分局，保留第一二九師番號[1]:7222。
- 10月7日——軍事委員會任命左世允為第二十二軍副軍長[1]:7223。
- 10月9日——國民政府授予陳誠、吳奇偉、羅廣文、胡璉等青天白日勳章，10月10日又授予何應欽、程潛、白崇禧、徐永昌、陳紹寬、俞飛鵬、閻錫山、李宗仁青天白日勳章；軍事委員會任命李善寶為第七十七軍副軍長[1]:7224。
- 10月11日——軍事委員會任命黃永安為第九軍副軍長，沈澄年為第七十五軍副軍長[1]:7226。
- 10月14日——軍事委員會任闕漢騫為第五十四軍副軍長[1]:7228。
- 10月15日——軍事委員會任命胡伯翰為新編第八軍軍長[1]:7228。
- 10月21日——軍事委員會命李明揚為魯蘇戰區副總司令[1]:7233。
- 10月23日——軍事委員會任命王晉為第九十一軍軍長[1]:7234。

### 11月
- 11月1日——蔣介石接美國總統羅斯福電，擬於11月20日至11月26日間，在開羅附近與彼及英國首相丘吉爾會晤，次日蔣覆電羅斯福將如約前往開羅會晤；行政院批准廣東韶關市正式設立，任命蕭冠英為市長；軍事委員會任命姚北辰為第十五軍副軍長；汪精衛抵東京參加大東亞會議，次日汪精衛、周佛海同日本首相東條英機會談，東條表示日本政府不直接同重慶接和平，希望南京對重慶勸和，並聯繫日本與重慶之溝通[1]:7241。
- 11月2日——常德會戰開始；軍事委員會任命陳守鋒為第七十五軍副軍長[1]:7242。
- 11月3日——中美空軍混合大隊成立，由美國第十四航空隊司令陳納德兼任隊長[1]:7243。
- 11月6日——軍事委員會任命唐星為二十八集團軍副總司令[1]:7245。
- 11月15日——軍事委員會任命李宗昉為第四十七軍軍長[1]:7252。
- 11月17日——軍事委員會任命王世和為第七十六軍副軍長[1]:7252。
- 11月23日——軍事委員會任命衛立煌代理中國遠征司令長官[1]:7257。
- 11月25日——軍事委員會任命馬潤昌為第八軍副軍長[1]:7259。

### 12月
- 12月1日——美、英、中三國首腦簽署之《開羅會議共同宣言》，在德黑蘭會議上徵得蘇聯首腦同意，是日在重慶、倫敦、華盛頓同時公開發表；蔣介石偕夫人宋美齡及王寵惠一行返抵重慶[1]:7270。
- 12月3日——日軍攻陷常德。
- 12月7日——軍事委員會任命張文清為第二十五集團軍副總司令[1]:7278。
- 12月8日——國軍收復常德[4]:143。
- 12月10日——軍事委員會任命馬法五為冀察戰區副總司令[1]:7281。
- 12月13日——軍事委員會任命馬步鑾代理第八十二軍副軍長，譚何易為第八十四軍副軍長，顧錫九任為第八十九軍軍長，王照堃為騎兵第二軍副軍長，馬呈祥代理騎兵第五軍軍長[1]:7283。
- 12月14日——軍事委員會任命馬潤昌為新編第八軍副軍長[1]:7283。
- 12月18日——軍事委員會任命潘左為第五十軍副軍長，王光漢、孫啟人為第八十九軍副軍長，劉鑒秋為第九十二軍副軍長[1]:7284-7285。
- 12月19日——汪精衛在南京日本陸軍醫院施行手術，取出八年前中國國民黨第四屆六中全會時，被南京晨光社記者槍擊之背部殘留子彈[1]:7286。
- 12月21日——軍事委員會任命高倬之為第三十四軍軍長[1]:7287。
- 12月22日——軍事委員會任命王克俊為第四十九軍軍長，萬保邦代理第六十軍軍長[1]:7288。
- 12月23日——軍事委員會任命第二十九集團軍副總司令彭立仁兼第七十三軍軍長[1]:7288。
- 12月24日——軍事委員會任命謝輔三為暫編第四軍軍長，張信成為副軍長[1]:7289。
- 12月25日——軍事委員會任命陳頤鼎為第七十軍副軍長，張言傳為第八十六軍副軍長；國民政府授予宋美齡青天白日勳章[1]:7289。
- 12月27日——軍事委員會任命高建白為第十七軍副軍長[1]:7290。
- 12月29日——國民政府免去沈鴻國家總動員會議秘書長，特派端木愷代理國家總動員會議秘書長[1]:7291。
- 12月30日——國民政府令授予衛立煌青天白日勳章，劉峙一等雲麾勳章、俞濟時三等雲麾勳章[1]:7292。